# Rue Milne-Edwards
Rue Milne-Edwards je ulice v Paříži. Nachází se v 17. obvodu.

## Poloha
Ulice spojuje Boulevard Pereire a Rue Jean-Baptiste-Dumas.

## Historie
Ulice byla otevřena v roce 1892 a v roce 1894 získala své jméno na počest francouzského přírodovědce Henriho Milne-Edwardse (1800–1885).